# 今川貞相
今川 貞相（いまがわ さだすけ、生没年不詳）は、室町時代初期から中期にかけての武将。遠江今川氏4代当主。官位・伊予守、治部大輔。子に今川範将。
父・貞臣から家督を継承し、東海において最大規模の勢力を持ち、全盛期を築いた。遠江今川氏は貞世の代で応永の乱の懲罰で今川姓を称することを禁じられており、堀越の名字を称していたが、貞相の代で復姓が許可されている。
天竜川西域の広大な遠江領土を統治するため、佐鳴湖東部の丘陵地帯に曳馬城を築城（異説あり）。同時に、軍事・交易の流通を整備した。

## 系譜
- 父：今川貞臣
- 母：不詳
- 妻：不詳
- 子女：今川範将